# Der rote Engel
Der rote Engel ist ein US-amerikanischer Abenteuerfilm aus dem Jahr 1952 von Sidney Salkow mit Yvonne De Carlo und Rock Hudson in den Hauptrollen. Der Film wurde von Universal-International Pictures produziert und ist eine Neuverfilmung der 1941 entstandenen Komödie Die Abenteurerin von René Clair, die ebenfalls von Universal produziert wurde.

## Handlung
New Orleans 1865. Captain Frank Truscott ist auf den Weg zum „Scarlet Angel“, dem Saloon mit dem schlechtesten Ruf der Stadt, und zückt sein Geld. Wie Frank erwartet hatte, winkt Barkeeper Pierre seiner Partnerin Roxy McClanahan, der schönsten Tänzerin des Saloons, und sie flirtet mit Frank. Frank wehrt geschickt alle Versuche von Roxy ab, ihn zu betrügen, und als die Polizei kommt, um sie wegen Diebstahls der Brieftasche eines anderen Kunden festzunehmen, beginnt er eine Schlägerei, um ein Ablenkungsmanöver zu schaffen, damit sie fliehen kann. Er bringt sie zurück in sein Zimmer, wo er versucht, sie zu verführen, aber wiederholt zurückgewiesen wird. Besorgt über seine Aggressivität gibt Roxy vor, sich um ein schreiendes Baby nebenan zu sorgen. Dort entdecken sie die Mutter des Babys, Linda Caldwell, bewusstlos auf dem Bett. Frank belebt Linda wieder und bringt Roxy bei, wie sie sich um das Baby Bobby kümmern muss. Als Roxy darauf besteht, bei Linda zu übernachten, offenbart Linda, dass Bobbys Vater Robert nur wenige Tage nach ihrer Hochzeit gestorben sei und dass sie auf dem Weg zu ihrem Haus auf dem Lande gewesen sei, als sie einen ihrer „Anfälle“ erlitten habe. In ihrem verzweifelten Versuch, dem Gesetz und auch Frank zu entkommen, bietet Roxy Linda und Bobby an, sie noch am selben Abend zu sich nach Hause zu bringen. Sie schleicht sich in Franks Zimmer zurück, um genug Geld für eine Kutsche zu stehlen. 
Im Laufe der Monate werden Roxy und Linda Freundinnen. Bald jedoch erleidet Linda einen tödlichen Schlaganfall, und als der Arzt eintrifft, sieht Roxy eine Chance auf ein neues Leben und weist ihn an, den Namen „Roxy McClanahan“ auf den Totenschein zu setzen. Am nächsten Tag teilt ihr ein Anwalt mit, dass er Lindas Bitte, Roberts Verwandte ausfindig zu machen, nachgekommen sei und dass die Caldwells Geld geschickt hätten, damit Linda sie besuchen könne. In der Hoffnung auf eine Belohnung für Bobby reist Roxy unter Lindas Namen zum riesigen Anwesen der Caldwells in San Francisco, doch dort angekommen wollen Roberts überglückliche Eltern Eugenia und Morgan ihren Erklärungen nicht zuhören. Die Cousins Susan und Malcolm Bradley verdächtigen Roxy beide, eine Betrügerin zu sein, bringen ihr jedoch bei, sich wie eine Dame zu benehmen, um den Familiennamen zu schützen. Schon bald ist Roxy bereit, bei einem Ball vorgestellt zu werden, wo sie sowohl von Malcolm, der sie heiraten will, um sein Erbe zu sichern, als auch von dem reichen, begehrten Junggesellen Norton Wade umworben wird. Ihr Abend wird jedoch durch die Ankunft von Frank ruiniert, der sie aufgespürt hat, um das Geld zu fordern, das sie gestohlen hat. Susan, die Frank gegenüber misstrauisch ist, besteht darauf, dass er bleibt, um zu tanzen, doch er beantwortet keine ihrer bohrenden Fragen über „Lindas“ Vergangenheit. Am nächsten Tag bringt Roxy Franks Geld in sein Quartier. Als Susan ebenfalls zu Besuch kommt, hört Roxy aus dem Schrank zu, als Susan 50.000 Dollar für Informationen über Linda anbietet. Frank lehnt ab, sagt Roxy aber, nachdem sie gegangen ist, dass er weiterhin Geld verlangen wird, wenn sie den Caldwells nicht ihre wahre Identität verrät. Sie erwidert, dass sie weiß, dass er für ein Jahr ins Ausland geht und plant, ihr Vermögen zu sichern, indem sie Malcolm oder Norton heiratet. Roxy versichert ihm, dass die Männer die Wahrheit vertuschen würden, um einen Skandal zu vermeiden, selbst wenn sie dahinterkämen. Frank antwortet verdrossen, dass er mehr Respekt vor ihr gehabt habe, als sie noch im Saloon gearbeitet hat. 
Im Laufe des nächsten Jahres, während Roxy sich immer mehr an Bobby bindet und das gesellschaftliche Leben immer langweiliger wird und Frank um die Welt reist, kann keiner von beiden aufhören, an den anderen zu denken. Malcolm verliebt sich in Roxy und bittet sie wiederholt, ihn zu heiraten, aber sie lehnt ab. Schließlich kehrt Frank nach San Francisco zurück und lädt sie zu einer Saloon-Party ein, bei der Roxy eine Tänzerin schlägt und dann mit Frank flieht, nachdem eine Schlägerei ausgebrochen ist. Draußen küssen sie sich entzückt und Roxy verspricht, den Caldwells die Wahrheit zu sagen und sich am nächsten Tag mit Frank zu treffen. Als sie jedoch nach Hause zurückkehrt, tauchen die Privatdetektive Phineas Calhoun und Pierre auf und erpressen sie, indem sie drohen, zu behaupten, Bobby sei Roxys Kind, und den Jungen so seines rechtmäßigen Erbes berauben. Um Bobby zu schützen, bittet Linda Malcolm, sie zu heiraten und das Kind zu adoptieren. Als Frank herausfindet, dass sie mit Malcolm weggegangen ist, ist er überzeugt, dass sie ihn hintergangen hat. Kurz darauf wartet die Familie ungeduldig, während Roxy Bobby für die Hochzeit anzieht. Als sie sein Muttermal bemerkt, das genau dem von Robert ähnelt, das Linda beschrieben hatte, erkennt Roxy, dass sie nun Bobbys Abstammung beweisen kann. Nachdem sie den Caldwells die Wahrheit erzählt hat, findet sie Frank, der seinen Kummer im örtlichen Saloon ertränkt, und überzeugt ihn von ihrer Aufrichtigkeit. Calhoun und Pierre tauchen auf, die ihr dorthin gefolgt sind, aber Frank und Roxy schlagen sie nieder und beginnen fröhlich eine weitere Kneipenschlägerei.

## Hintergrund
Gedreht wurde der Film vom 20. November bis zum 24. Dezember 1951 in San Francisco sowie in den Universal-Studios in Universal City.
Im November 1951 wurde berichtet, dass Frederick de Cordova, der zuvor dreimal mit Yvonne De Carlo zusammengearbeitet hatte, Regie führen sollte. Am nächsten Tag wurde jedoch Sidney Salkow als sein Nachfolger bekannt gegeben.
Daniel B. Cathcart und Bernard Herzbrun oblag die künstlerische Leitung. Russell A. Gausman und Julia Heron waren für das Szenenbild zuständig, Rosemary Odell für die Kostüme, Bud Westmore für das Maskenbild. Verantwortliche Toningenieure waren Glenn E. Anderson und Leslie I. Carey. Philip H. Lathrop arbeitete als Kameraführer.

## Synchronisation
| Rolle            | Schauspieler        | Deutscher Synchronsprecher |
| ---------------- | ------------------- | -------------------------- |
| Roxy McClanahan  | Yvonne De Carlo     | Gisela Trowe               |
| Frank Truscott   | Roch Hudson         | Peter Mosbacher            |
| Malcolm Bradley  | Richard Denning     | Curt Ackermann             |
| Norton Wade      | Whitfield Connor    | Klaus Miedel               |
| Linda Caldwell   | Bodil Miller        | Edith Schneider            |
| Susan Bradley    | Amanda Blake        | Gudrun Genest              |
| Morgan Caldwell  | Henry O’Neill       | Walter Werner              |
| Eugenia Caldwell | Maude Wallace       | Agnes Windeck              |
| Pierre           | Henry Brandon       | Friedrich Joloff           |
| Walter Frisby    | Dan Riss            | Erich Fiedler              |
| Phineas Calhoun  | Tol Avery           | Wolf Martini               |
| Sheriff Jasper   | Leo Curley          | Erich Dunskus              |
| Empfangschef     | Joseph Forte        | Hans Hessling              |
| Dt. Corbin       | Harry Harvey Sr.    | Paul Wagner                |
| Jason Mortimer   | Thomas Browne Henry | Ralph Lothar               |
| Jeb              | Dale van Sickel     | Clemens Hasse              |

Anmerkung: Die kursiv geschriebenen Namen sind Rollen und Darsteller, die nicht im Abspann erwähnt wurden.

## Veröffentlichung
Die Premiere des Films fand am 15. Juni 1952 in Los Angeles statt. In der Bundesrepublik Deutschland kam er am 21. August 153 in die Kinos, in Österreich im Oktober 1953.

## Kritiken
Howard Thompson von der The New York Times befand, als bezauberndes Technicolor-Schaustück für eine Dame (De Carlo), die entschieden Wert auf die Gestaltung lege, mache der Film seine Punkte. Dieser Film sei die übliche Mischung, schön getönt, harmlos und durch De Carlo vorhersehbar. Die dekorative Hauptdarstellerin, die auch das Zeug zu einer feinen, frechen Komödiantin habe, trete immer noch an einer stereotypen Leine auf der Stelle.
Der Kritiker des TV Guide urteilte, dass ein übermäßig redseliges Drehbuch voller redundanter Szenen den Erfolg dieses Projekts verhindere.
Das Lexikon des internationalen Films schrieb: „Eine abenteuerliche Story, mit Geschick und Tempo verfilmt.“